# 春日川 (高松市)
春日川（かすががわ）は、香川県高松市を流れる新川水系の河川。

## 概要
高松市西植田町に源を発し、高松低地東部を新川と並行して北流し、屋島西町の河口近くで新川に合流する。指定延長15.1km、流域面積62.9km2。新川はかつて東山崎町付近で当河川に合流していたが、古墳時代に治水のため当河川から分離されたといわれている。
六条町で合流する支流の古川は、浅野新池、三郎池の余水を水源としている。上流部には四箇池（神内池、神内上池、松尾池、城池、公渕池、坂瀬池の総称）があり、約1200haの水田を潤すだけでなく、高松市水道事業の水源に一部転用されている。
典型的な香川県における河川の特徴として、平時は水量に乏しいものの、降雨時には急激に水かさが増す。そのため下流部周辺ではたびたび洪水に見舞われており、特に2004年（平成16年）10月に上陸した台風23号は、本流の新川も含めて浸水家屋6666戸、浸水面積693haと周辺に甚大な被害を与えた。
下流木太町の河川敷では毎年5月に、流れ灌頂の供養や植木・農具の販売を起源にもつ川市が開かれ、初夏の風物詩となっている。

## 主な支流
- 天満川
- 中谷川
  - 神内川
- 葛谷川
- 朝倉川
  - 高様川
- 古川（市内中部及び西部に2つある同名の河川は、それぞれ詰田川水系及び本津川水系であり全て別の河川である）
  - 小作川

## 主な橋梁
- 落神橋 - 県道13号三木綾川線（西植田町）
- 西岡橋 - 県道43号中徳三谷高松線（西植田町）
- 大亀新橋 - 県道13号三木綾川線（西植田町）
- 上春日川橋 - 県道13号三木綾川線（西植田町）
- 川島橋 - 県道12号三木国分寺線（川島東町）
- 六条橋 - 県道147号太田上町志度線（六条町）
- 六条大橋 - 香川県道147号太田上町志度線バイパス（六条町）
- 春日川新橋 - 国道11号高松東バイパス（元山町・東山崎町）
- 川添橋 - 長尾街道（元山町）
- 元山橋 - 県道272号高松志度線（元山町・春日町）
- 春日川橋 - 県道155号牟礼中新線（木太町・春日町）
- 新春日川橋 - 国道11号高松北バイパス（木太町・春日町）